# ضريح سيدي عبيد الغرياني
ضريح سيدي عبيد الغرياني هو معلمة دينية توجد في مدينة القيروان في تونس، يرجع بناؤها إلى القرن 14 خلال فترة حكم الدولة الحفصية.
يحتوي الضريح على قبر الولي سيدي عبيد الغرياني، المتوفى سنة 1384، إضافة إلى مسجد ومدرسة قرآنية. بعد وفاة الغرياني، تكلف أحد تلامذته ، العالم القيرواني الجديدي (توفي سنة 1402) بتوسعة الضريح وبنائه.
يتواجد الضريح في المدينة العتيقة بالقيروان وهو مكون من ثلاثة أجزاء:
- الضريح: والذي يضم قبورا أخرى زيادة على قبر الولي الغرياني أهمها قبر السلطان الحفصي مولاي الحسن.
- المصلى والصحن: ويتميزان بمعمارهما المعتمد على المرمر المحلى والزخارف الهندسية.
- المدرسة القرآنية.

يحتضن حاليا الموقع مقر جمعية المحافظة على المدينة العتيقة للقيروان.